# Kurhannoversche Truppen in Ostindien 1782–1792
In den Jahren von 1782 bis 1792 kämpften kurhannoversche Truppen in Ostindien im Dienst der Britischen Ostindien-Kompanie.

## Historischer Hintergrund
Seit dem Jahr 1775 befanden sich die 13 nordamerikanischen Kolonien im offenen Aufstand gegen das britische Mutterland. Ab 1778 griff Frankreich auf Seiten der amerikanischen Kolonisten in der Krieg ein, 1779 folgte Spanien und 1780 die Niederlande. Der Krieg spielte sich nicht nur in den Nordamerikanischen Kolonien, sondern auch in anderen britischen Kolonialbesitzungen ab. In Ostindien geriet die Britische Ostindien-Kompanie unter Druck, da die Franzosen von Französisch-Indien zusammen mit den Marathen und dem Sultan von Mysore Hyder Ali gegen die Kompanie vorgingen (Zweiter Mysore-Krieg). Da keine englischen Regimenter mehr zur Verfügung standen, hatte die Englische Krone bereits Truppen im Heiligen Römischen Reich geworben. Hessische und braunschweigische Truppen kämpften in Nordamerika und fünf Bataillone Hannoveraner verstärkten die Truppen auf Menorca und Gibraltar. Die Lage des Kurfürstentums Hannover war dabei unter den deutschen Staaten eine besondere, weil es seit 1714 in Personalunion mit Großbritannien verbunden war: Der König von Großbritannien war zugleich Kurfürst von Hannover. Staatsrechtlich gesehen war Kurhannover eigenständig. Beschlüsse des britischen Parlaments galten also nicht für Kurhannover. Die Ostindien-Kompanie wandte sich daher an den britischen König Georg III., um die Erlaubnis zu erhalten, zwei Regimenter deutscher Infanterie in Sold nehmen zu dürfen.
Am 1. Juni 1781 wurde die Erlaubnis mit Auflagen erteilt. Zu den Auflagen gehörte, dass die Offiziere und Unteroffiziere aber nur ein kleiner Stamm Mannschaften aus Freiwilligen der kurhannoverschen Armee bestehen sollte. Der Rest sollte mit (deutschen) Ausländern aufgefüllt werden. Geplant waren zwei Bataillone, die inklusive Stab 1037 Köpfe stark sein sollten. Jedes Bataillon sollte aus zehn Kompanien bestehen, darunter eine Kompanie Grenadiere, eine Kompanie leichte Infanterie und acht Kompanien Füsiliere.
Nach dem Einsatz in Ostindien sollten die Regimenter in die Kurhannoversche Armee übernommen werden.

## Aufstellung und Fahrt nach Ostindien
Die Werbung verlief sehr erfolgreich. Es bewarben sich mehr Offiziere als benötigt wurden; dass alle mit einer Rangstufe mehr eingestellt wurden, war nicht unwichtig.
Oberkommandierender und Chef des Regiments Nr. 15 wurde der Oberst Carl Ludwig Reinbold (* 1726; † 11. November 1787) – zuvor Oberstleutnant und ein Veteran des Siebenjährigen Krieges –, Chef des 16. Regiments wurde der Oberstleutnant Wangenheim (zuvor Major im leichten Dragoner-Regiment Nr. 9).
Der Zustand der Mannschaften war weniger erfreulich, es fand sich ein buntes Gemisch von Deserteuren bis Künstlern. Aber nach drei Monaten – im September 1781 – war das 15. Regiment formiert, bekleidet und bewaffnet. In drei Divisionen machte es sich auf den Weg nach Stade zur Einschiffung. Mitte Oktober wurden das Regiment auf 4 zu kleine Transportschiffe gebracht, um von dort unter Bedeckung durch eine Fregatte nach England gebracht zu werden. Ein aufkommender Sturm trieb jedoch ein Schiff ab. Es musste nach einigen Tagen mit 11 Offizieren und 234 Mann bei Ritzebüttel vor Anker gehen. Dort blieb es bis Dezember, als sich die Mischung aus Enge, schlechtem Essen und unzweckmäßiger Kleidung entzündete. Am 11. Dezember wollten zahlreiche Soldaten das Schiff verlassen. Die Offiziere versuchten, die Lage zu beruhigen, konnten letztlich aber nicht verhindern, dass etliche Soldaten sich in Ritzebüttel einquartierten und 37 komplett desertierten. Die Deserteure wurden schnell wieder gefangen und nach Stade in das Gefängnis gebracht. Die restliche Mannschaft wurde zunächst nach Otterndorf und dann nach Stade einquartiert. Über 30 Mann wurde Kriegsgericht gehalten.
In der Zwischenzeit hatte Eisgang die Elbe gesperrt und man beschloss, die Ankunft des 16. Regiments in Stade abzuwarten und die Mannschaften dann einzuschiffen. Im März 1782 wurden die Truppen nach England eingeschifft, wo sie bis September verblieben. Am 11. September liefen sie mit der Flotte von Lord Howe aus, die zur Verstärkung nach Gibraltar fuhr. Die im Jahr zuvor Angekommenen des 15. Regiments waren bereits im Februar nach Ostindien abgesegelt. Aber bereits in England waren 2 Offiziere und 95 Mann verstorben, weitere 240 Mann verblieben im Lazarett in Portsmouth.

## Die Reise derBrilliant
Am 5. Juni 1782 waren 7 Offiziere und 176 Mannschaften unter dem Kommando des Hauptmanns Plato mit der Brilliant nach Ostindien abgereist. Doch ihr Schiff scheiterte am 28. Oktober 1782 an den Klippen der Komoren-Insel Johanna. Fast alle wurden gerettet und von den Einheimischen freundlich aufgenommen, etliche starben allerdings an tropischen Krankheiten. Das Schiff, das die Gestrandeten nach Bombay bringen sollte, wurde durch einen Sturm bis nach Sokotra abgetrieben. Dennoch erreichte es schließlich Goyo in der Bucht von Cambay. Ende 1783 kamen die Überlebenden nach Tellicherry, wo ein Detachement unter Major von Krause stationiert war. Es meldeten sich dort 3 Offiziere sowie 44 Unteroffiziere und Mannschaften.

## Ankunft der Regimenter
Trotz eines kleinen Seegefechts mit den Franzosen, waren die ersten Hannoveraner bereits am 11. September 1782 in Madras angekommen. Die Truppen wurden vom Gouverneur Macartney begrüßt und im Fort St. George einquartiert. Im April 1783 erreichten das 16. Regiment und die restlichen Truppen des 15. Regiments Madras, ohne weitere Zwischenfälle. Beim Brand der Duke of Anthol vor Madras starben aber 1 Unteroffizier und 5 Mann. Nur die Brilliant blieb vermisst und 2 Kompanien unter Major Berenius waren bereits zur Armee des Generals Stuart († 1793) abkommandiert worden.

## Lage in Indien
Seit der Anwerbung der Truppen hatte sich die Lage in Indien etwas geändert. Die Marathenfürsten hatten Frieden geschlossen und Hyder Ali war gestorben. Die Hauptstadt von Französisch-Indien Pordichery war eingenommen und die Festung geschleift. Aber Tipu Sultan, der Sohn von Hyder Ali, führte den kämpft weiter und die Franzosen unter dem Marquis de Bussy hatte sich in der Festung Cuddalore verschanzt, wo sich auch die englische Armee befand. Der französische Admiral Suffren hielt sich mit den englischen Admiral Sir Edward Hughes die Waage. Trotz vierer Seegefechte konnte bisher keine Seite einen Vorteil erringen.

## Cuddalore
Die Armee von Cuddalore war zu schwach gegen die Franzosen vorzugehen und musste auf Verstärkung durch die Hannoveraner warten. Am 8. Juni erreichten 6 Kompanien unter Wangenheim die Armee unter Stuart. Dort standen nun 8 Kompanien (43 Offiziere und 800 Mannschaften und Unteroffiziere). Die englische Armee bestand aus ca. 10.000 Mann davon 2500 Europäer, der Rest aus einheimischen Kriegern (Sepoy), deren Kampfkraft als gering eingeschätzt wurde.
Die französische Armee bestand aus 5000 bis 6000 europäischen Soldaten und stand vor der Stadt. Die Stadt selber war durch einen Wall und einen Graben geschützt. Der linke Flügel der Armee stand an der See und unter dem Schutz der Kanonen der Stadt zudem war er durch tiefe Ravins geschützt. In der Mitte stand die Hauptbatterie, davor ein lichtes Palmenwäldchen, durchsetzt mit Gräben und Verhauen. Der rechte Flügel bestand aus Erdwällen, zickzackförmig angelegt und mit Kanonen bestückt. Das rechte Flügel lehnte sich an den Berg Banda-Pollam, der mit dornigem Gestrüpp bewachsen war. Hinter dem Zentrum und dem rechten Flügel stand eine Art Landwehr, die Bonds-Hedje genannt wurde.

## Die Schlacht von Cuddalore
Am 9. und 10. Juni kreuzten die englische und die französische Flotte vor der Stadt, Keiner konnte einen Vorteil erringen bis ein heftiger Ostwind aufkam. Die Engländer zogen sich bis nach Madras zurück und Admiral Suffren konnte Vorräte und Verstärkung in die Stadt bringen.
Am 13. Juni um 4 Uhr morgens stellte sich die englische Armee in folgender Schlachtordnung auf:
- Rechter Flügel unter Oberst Stuart:
- 78. Regiment (englisch), 4 Regimenter Sepoys und eine Batterie von 4 18pfündern
- Zentrum unter Oberst Elphinston
- 101. Regiment (englisch), 2 Regimenter Sepoys und die Hannoveraner unter Wangenheim
- Linker Flügel unter Gordon
- 73. Regiment (englisch), Regiment Madras, 3 Regimenter Sepoy, ein kombiniertes Grenadierkorps von 500 Mann, eine Batterie aus 6 18pfünder auch der General Stuart befand sich auf dem linken Flügel

Die Schlacht begann um 5 Uhr mit einem Artillerieduell, der linke Flügel rückte vor und vertrieb die Franzosen aus ihren Stellungen. Um 8 Uhr erhielten die Hannoveraner Befehl das Zentrum anzugreifen. Das 101. Regiment und ein Bataillon Sepoy sollten die rechte Flanke sichern. Die Hannoveraner durchquerten unter Verlusten das Palmenwäldchen, formierten sich neu und griffen an, weder das 101. Regiment noch die Sepoy konnten Schritthalten, so wurde die rechte Flanke entblößt. Im Zentrum standen die Regimenter la Marc und Austrasie. Nach einem verlustreichen Gefecht gelang es den Franzosen die Hannoveraner von der rechten Seite zu Umfassen und sie so zu einem schnellen Rückzug zu zwingen. Dem Oberstleutnant Wangenheim gelang es aber die Truppen schnell wieder zu formieren und den nachrückenden Franzosen erhebliche Verluste beizubringen, die sich in die Schanze zurückzogen. General Stuart ließ nun den linken Flügel vorrücken und befahl Wangenheim einen erneuten Angriff. Die Franzosen zogen sich fluchtartig zurück und hinterließen dabei 7 Kanonen. Daraufhin brach die französische Stellung zusammen und alles flüchtete in die Stadt. General Stuart befahl unverzüglich die Belagerung der Stadt. Die beiden hannoverschen Regimenter verloren 5 Offiziere und 43 Mann und hatten 12 verwundeten Offiziere und 137 Mannschaften. insgesamt fielen 17 Offiziere und 201 Mann.

## Belagerung
Admiral Hughes sollte die Stadt von der Seeseite her einschließen, aber als das Belagerungsgerät ausgeladen war, erschien der französische Admiral Suffren und konnte die englische Flotte vertreiben, mehr noch er konnte Verstärkung und Vorräte in die Stadt bringen. Trotz der zahlenmäßigen Unterlegenheit und zunehmenden Problemen durch Krankheit und Versorgungsmängel wurde die Belagerung weitergeführt.
Am 25. Juni machten die Franzosen einen Ausfall, der blutig zurückgeschlagen wurde: 50 Franzosen fielen und 80 gerieten in Gefangenschaft. Unter den Gefangenen waren der Oberst Chevalier d’Amas und der Sergeant Jean Baptiste Bernadotte, der es später noch bis zum Marschall brachte. Am 30. Juni erreichte die Nachricht vom Frieden zwischen Frankreich und England auch Ostindien und beendete die Belagerung.
Auch wenn der Krieg gegen die Franzosen beendet war, so war der Kampf gegen Tipu Sultan noch nicht beendet. Die Hannoveraner nutzten die Gelegenheit ihre Vorräte in Cuddalore zu ergänzen.

## Nach Cuddalore
Bei dem Feldzug in den Süden unter Oberst Fullerton kämpften auch Hannoveraner. Der Feldzug begann am 24. September 1783 und endete mit der Eroberung des Forts von Polygantchery. Nachfolgend kämpfte man noch bei der Eroberung von Cannanore. Die dortige Königin war eine Verbündete von Tipu Sultan und hatte einige englische Offizieren gefangen nehmen lassen, die sich auf der Jagd befanden. Nachdem Verhandlungen erfolglos blieben stürmen 5000 Engländer und Hannoveraner die Stadt und nahmen die Königin gefangen. Für seine Tapferkeit erhielt der Major Kruse 2000 Taler als besondere Anerkennung.
1785 kam es zu einer Meuterei im Fort Pandomale (15 Meilen von Madras entfernt). Wangenheim wurde mit 1200 Mann – Engländern und Hannoveranern – dorthin geschickt. Es gelang ihm die Situation ohne Waffengewalt zu beruhigen, was ihm den besonderen Dank des Gouverneurs einbrachte. Im gleichen Jahr kam es zu einer Reorganisation, in deren Folge die Regimenter nun die Nummern 14 und 15 statt vorher 15 und 16 erhielten. Im August 1785 kamen beide Regimenter nach Arcot in Garnison. Das Klima war aber sehr Ungesund, viele der Soldaten starben und so waren die Regimenter auf die Hälfte ihren Bestandes geschrumpft, bis sie im Frühjahr 1787 abgezogen wurden. Am 27. Mai 1787 erreichte eine Verstärkung von 400 Mann Madras. Darunter auch 2 Regimenter Kavallerie unter dem Kommando von Christian Ludwig von Wangenheim. Er ersetzte den Oberst Reinbold der über China nach Europa zurückkehren sollte aber am 11. November 1787 in Canton starb. Auch der Oberstleutnant Christian August von Wangenheim wurde zurückgerufen. Im August und September 1787 wurde weitere 200 Rekruten und 12 Unteroffiziere in Hannover angeworben und nach Indien geschickt.

## Ende des Einsatzes
Die Dienstzeit war Ende 1789 eigentlich abgelaufen, aber die Dienste der Hannoveraner nicht verzichten da der Dritte Mysore-Krieg ausbrach und mit Genehmigung von König Georg III. wurde zwischen Wangenheim und der Ostindien-Kompanie ein Vertrag geschlossen, der es ermöglichte das die Truppen noch ein Jahr im Land verblieben. Das 14. Regiment wurde aus dem 15. Regiment bis auf 850 Mann aufgefüllt.
Von Mitte Februar bis Ende April 1791 wurde das 15. Regiment (37 Offiziere, 82 Unteroffiziere und 140 Mannschaften dazu 46 Unteroffiziere und 131 Mann an Invaliden sowie 20 Frauen) nach Europa eingeschifft. Ende des Jahres trafen die Truppen wieder in Stade ein.
Das 14. Regiment wurde Anfang 1792 in Madras eingeschifft und kam ohne Zwischenfälle in Stade an. Der Oberst Wangenheim sowie die Captains Weyhe und Hinüber segelten als letzte im März ab und erreichten Mitte November Stade.
Ein Teil der Mannschaften wurde entlassen, der Rest bildete den Stamm des neuen 14. Regiments. Noch 1793 kam das Regiment im laufenden Ersten Koalitionskrieg in Flandern gegen die Franzosen zum Einsatz.

## Epilog
Insgesamt wurde ca. 2800 Mann in Ostindien eingesetzt. Davon kehrten unter 1000 zurück. Wie gesehen wurden viele Opfer von Krankheiten und Unfällen und nicht wenige sind in den Gefechten in Indien gefallen.

## Bedeutende Angehörige
- Georg Müller, Generalmajor, später Kommandant von Celle
- Heinrich von Hinüber, Divisionär in Lüneburg
- Carl Conrad Best, Brigadier in Verden
- David August Martin, Generalmajor, Generaladjutant in Hannover
- August von Honstedt, Brigadier der KGL
- Peter Josef du Plat, Brigadier der KGL, Generalleutnant
- Wilhelm von Arentschildt, General, russisch-deutsche Legion
- Christian Ludwig von Wangenheim (Gefallen bei Tournay)
- Christian August von Wangenheim